# Цукрист білочеревий
Цукри́ст білочеревий (Dacnis albiventris) — вид горобцеподібних птахів родини саякових (Thraupidae). Мешкає в Амазонії.

## Поширення і екологія
Білочереві цукристи мешкають на південному сході Колумбії, на сході Венесуели, на північному сході Перу та на заході Бразильської Амазонії. Вони живуть в кронах вологих рівнинних тропічних лісів Амазонії. Зустрічаються переважно на висоті до 400 м над рівнем моря.